# Kalampáka
Kalampáka (Kalambaka) är en kommunhuvudort i Grekland.   Den ligger i prefekturen Trikala och regionen Thessalien, i den centrala delen av landet, 260 km nordväst om huvudstaden Aten. Kalampáka ligger 221 meter över havet och antalet invånare är 8 138.
Terrängen runt Kalampáka är varierad. Runt Kalampáka är det ganska glesbefolkat, med 42 invånare per kvadratkilometer. Kalampáka är det största samhället i trakten. Trakten runt Kalampáka består till största delen av jordbruksmark.